# How to Dad
How to Dad ist eine deutsche Comedy-Miniserie aus dem Jahr 2021. Vorlage für die Serie ist eine ähnlich gelagerte Comedy-Serie aus Israel, die Drehbücher für die sechs Folgen wurden von Anneke Janssen und Richard Kropf geschrieben.

## Handlung
Im Warteraum einer Ballettschule in München begegnen sich vier Väter, die während der Unterrichtsstunde auf ihre Kinder warten. Es handelt sich um den Start-up-Manager Alexander, den Hausmann Berthold (Berti), den Influencer Roman und den türkischen Geschäftsmann (laut Eigenaussage) Sami. Alexander hat eine Tochter, Sophie-Marlen, und ist mit Valerie verheiratet. Berti hat zwei Zwillingssöhne und ist mit Raoul verheiratet. Roman hat eine Tochter, Lily, und ist Single. Die Mutter von Lily ist Jule, mit der er sich das Sorgerecht teilt. Sami ist geschieden, hat eine erwachsene Tochter, Sema, die im Ballettstudio an der Anmeldung und am Kiosk arbeitet, und die Tochter Rana, die am Ballettunterricht teilnimmt.
Während sie gemeinsam im Vorraum warten, entwickelt sich ein ungewöhnlicher Gesprächskreis. Sie sprechen im pointierten Smalltalk über persönliche Rollenbilder, moderne Paarkonzepte und nervige Gender-Klischees. Das gegensätzliche Quartett eint allerdings eine Herausforderung: Zum Kursabschluss plant die toughe Ballettlehrerin Theresa einen Vater-Kind-Tanz. Plötzlich erwacht in den Vätern ein ungeahnter Ehrgeiz, der bei den Kindern nicht nur Begeisterung auslöst.

## Besetzung
- Vladimir Burlakov: Alexander
- Patrick Güldenberg: Berti
- Helgi Schmid: Roman
- Ugur Kaya: Sami
- Nikeata Thompson: Ballettlehrerin Theresa
- Acelya Sezer: Sema
- Melanie Leyendecker: Valerie
- Leonard Dick: Raoul